# Hemodorowate
Hemodorowate (Haemodoraceae) – rodzina roślin z rzędu komelinowców. Należy tu 13 rodzajów ze 116 gatunkami. Zasięg tych roślin obejmuje Australię, południową Afrykę oraz Amerykę Środkową, północną część Ameryki Południowej i południowo-wschodnią część Ameryki Północnej. Rośliny kłączowe, z liśćmi lancetowatymi i okazałymi, często owłosionymi kwiatami. Z korzeni Haemodorum Aborygeni pozyskują czerwony barwnik stosowany przy wytwarzaniu napojów, zresztą barwniki wykorzystywane są także z innych rodzajów. Przypisywane są im właściwości lecznicze, a niektóre rodzaje, zwłaszcza Anigozanthos uprawiane są jako rośliny ozdobne, także na kwiaty cięte.

## Morfologia

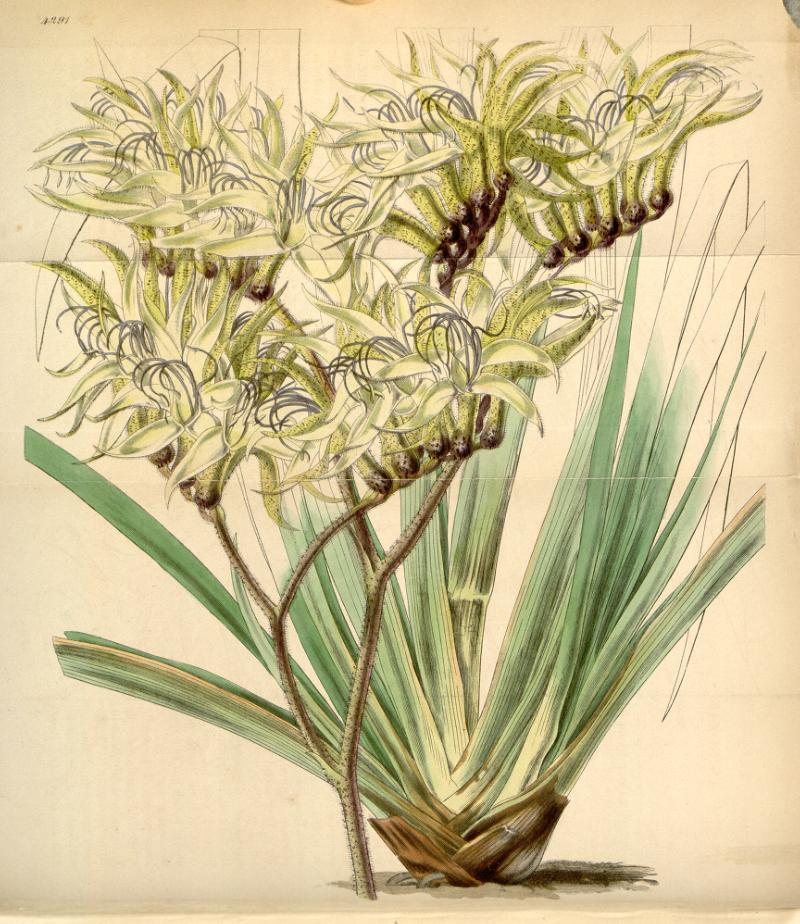
Macropidia fuliginosa

PokrójByliny z podziemnymi kłączami, bulwami lub bulwocebulami, zwykle barwy pomarańczowej lub czerwonej.
LiścieOdziomkowe i łodygowe, zazwyczaj dwurzędowe; zasadniczo podnoszące się, proste, rzadziej wygięte lub skręcone, pochwowate u nasady. Blaszka jest mieczowata, lancetowata, wąsko równowąska lub szpilkowa, płaska, rzadko cylindryczna na przekroju; całobrzega, zaostrzona, szczeciniasto zaostrzona lub z nasadzonym kończykiem; u Barbaretta i Wachendorfia pofałdowana.
KwiatySkupione w grona, baldachogrona, wiechy lub główki. Kwiaty są obupłciowe o symetrii promienistej lub grzbiecistej. Okwiat składa się z dwóch okółków, przy czym jego listki zrastają się po trzy lub wszystkie u nasady lub u niektórych rodzajów w jedną rurkę z 6 łatkami na końcu, u niektórych rodzajów częściowo rozszczepioną. Pręcików jest 6 lub 3, są wolne lub zrośnięte z rurką okwiatu. U Schiekia i Pyrrorhiza część pręcików jest płonna. Nitki pręcików na przekroju okrągłe, niekiedy spłaszczone u nasady. Główki pręcików podługowate, proste do łukowato wygiętych (u niektórych rodzajów kończykowate), a pylniki pękają podłużnymi pęknięciami do wewnątrz kwiatu. Zalążnia górna lub dolna, trójkomorowa, rzadko jednokomorowa. U większości gatunków obecne są miodniki.
OwoceTorebki, pękające komorowo, przegrodowo lub otwierające się porami na szczycie, rzadko niepękające. Nasiona dyskowate, elipsoidalne, jajowate lub kulistawe.

## Systematyka
Pozycja systematyczna według Angiosperm Phylogeny Website (aktualizowany system APG IV z 2016)
Klad okrytonasienne, klad jednoliścienne (monocots), rząd komelinowce (Commelinales), rodzina Haemodoraceae. Rodzina jest siostrzana dla rozpławowatych (Pontederiaceae).
|  | Commelinaceae – komelinowate |
|  |                              |
|  | Hanguanaceae                 |
|  |                              |

|  | Philydraceae                                                                                   |
|  |                                                                                                |
|  | \| \| Haemodoraceae – hemodorowate \| \| \| \| \| \| Pontederiaceae – rozpławowate \| \| \| \| |
|  |                                                                                                |
|  | Haemodoraceae – hemodorowate                                                                   |
|  |                                                                                                |
|  | Pontederiaceae – rozpławowate                                                                  |
|  |                                                                                                |

|  | Haemodoraceae – hemodorowate  |
|  |                               |
|  | Pontederiaceae – rozpławowate |
|  |                               |

|  | Commelinaceae – komelinowate |
|  |                              |
|  | Hanguanaceae                 |
|  |                              |

|  | Philydraceae                                                                                   |
|  |                                                                                                |
|  | \| \| Haemodoraceae – hemodorowate \| \| \| \| \| \| Pontederiaceae – rozpławowate \| \| \| \| |
|  |                                                                                                |
|  | Haemodoraceae – hemodorowate                                                                   |
|  |                                                                                                |
|  | Pontederiaceae – rozpławowate                                                                  |
|  |                                                                                                |

|  | Haemodoraceae – hemodorowate  |
|  |                               |
|  | Pontederiaceae – rozpławowate |
|  |                               |

Wykaz rodzajów
podrodzina: Haemodoroideae Arnott
- Barberetta Harv.
- Cubanicula Hopper et al.
- Dilatris Bergius
- Haemodorum Sm.
- Lachnanthes Elliott
- Pyrrorhiza Maguire & Wurdack
- Schiekia Meisn.
- Wachendorfia Burm.
- Xiphidium Aubl.

podrodzina Conostylidoideae Lindley
- Anigozanthos Labill.
- Blancoa Lindl.
- Conostylis R.Br.
- Macropidia Harvey
- Phlebocarya R.Br.
- Tribonanthes Endl.